# Municipio de Dallas (Indiana)
El municipio de Dallas (en inglés, Dallas Township) es un municipio del condado de Huntington, Indiana, Estados Unidos. Tiene una población estimada, a mediados de 2023, de 2031 habitantes.

## Geografía
Está ubicado en las coordenadas 40°52′12″N 85°36′26″O / 40.87000, -85.60722. Según la Oficina del Censo, tiene una superficie total de 59.5 km², de los cuales 58.7 km² corresponden a tierra firme y 0.8 km² están cubiertos de agua.

## Demografía
Según el censo de 2020, en ese momento había 2041 personas residiendo en la zona. La densidad de población era de 34.8 hab./km². El 93.53 % de los habitantes eran blancos, el 0.15 % eran afroamericanos, el 0.34 % eran amerindios, el 0.34 % eran asiáticos, el 0.64 % eran de otras razas y el 5.00 % eran de una mezcla de razas. Del total de la población, el 3.23 % eran hispanos o latinos de cualquier raza.

## Localidades
- Andrews